# Учащиеся мусульмане Индонезии
Учащиеся мусульмане Индонезии (индон. Pelajar Islam Indonesia) — индонезийская организация студенческой и учащейся молодёжи исламского вероисповедания. Создана в 1947 году группой мусульманских студентов. Ставит задачу повышения качества образования, отстаивает социальные интересы студенчества, консолидирует молодёжь на основе исламской и патриотической идеологии. Традиционно отличается высокой общественно-политической активностью. Участвовала в войне за независимость конца 1940-х, антикоммунистической кампании 1965—1966, свержении президента Сукарно в 1966—1967. Тесно сотрудничает с правыми мусульманскими организациями.

## История

### Создание и цели
Исламские студенческие организации существовали в Индонезии с колониальных времён. Острой проблемой индонезийского студенчества являлся ментальный разрыв между учащимися светских государственных заведений и пезантрен-медресе. Считалось, что в государственных школах и вузах эффективно изучались светские науки, стимулировалась общественная активность — но без должного внимания духовности. При этом в духовных школах был высок уровень исламского образования, поддерживались религиозные традиции — но при пассивном отношении к общественным проблемам.
После провозглашения независимости в 1945 году молодые мусульманские активисты решили создать новое студенческое движение. Лидером-инициатором выступил Юзди Газали — студент Университета Гаджа Мада и служитель мечети в Джокьякарте. Идея была оглашена на конгрессе исламской молодёжи Индонезии весной 1947 года. Учреждение организации Учащиеся мусульмане Индонезии (PII) состоялось 4 мая 1947. Первым председателем PII стал Юзди Газали.
Была поставлена задача преодолеть «колониальное наследие материализма, духовного рабства и пассивности», активизировать учащуюся молодёжь в духе ислама и патриотизма. Уже 6 ноября 1947 было сформировано военизированное крыло PII — Brigade PII — для участия в антиколониальной войне. В 1948 году Brigade PII принимала участие в подавлении Мадиунского мятежа, поднятого Коммунистической партией Индонезии (КПИ). В боях с коммунистами погиб командир Brigade PII Мадиун Сорджо Сугито.

### Антикоммунистическая политика
PII придерживались правых политических позиций. Ислам и национализм в прочтении PII носили жёстко антикоммунистический характер — вразрез с выдвинутой президентом Сукарно в 1956 концепцией Насаком. Активисты PII тесно сотрудничали с правыми мусульманскими организациями — Нахдатул Улама, Мухаммадия, Машуми. Организация находилась в оппозиции Сукарно в период «направляемой демократии», протестовала против государственной роли КПИ, сближения с СССР и КНР. Враждебность между PII и КПИ доходила до физических столкновений.
30 сентября 1965 года прокоммунистическая военная группировка Унтунга совершила попытку государственного переворота. Путч был подавлен войсками под командованием Сухарто и Сарво Эдди. Началась мощная антикоммунистическая кампания, сопровождавшаяся массовыми убийствами членов и сторонников КПИ. Члены PII приняли в этом активное участие.
PII сыграли важную роль в формировании координационного центра мусульманских организаций и антикоммунистических молодёжных союзов. Наиболее активным было их участие в Союзе действия учащейся молодёжи Индонезии (КАППИ), созданном 11 февраля 1966. Ведущим лидером КАППИ стал генеральный секретарь, с 1966 года председатель PII Хюсни Тамрин. Под его руководством и при активном участии PII КАППИ сыграли важную роль в разгроме КПИ и свержении Сукарно. Некоторые члены PII погибли в столкновениях с коммунистами и сторонниками Сукарно. Наиболее известно имя школьника Ихвана Ридвана Раиса.

### Формальное приостановление и релегализация
При режиме «нового порядка» PII в целом поддерживал политику президента Сухарто. Однако c 1985 года стали возникать серьёзные противоречия — в основном из-за требования всем организациям Индонезии принять за основу светскую идеологию Панча Сила. Отказ PII — принципиально религиозной организации — привёл к постановлению МВД от 17 июня 1987 о приостановлении деятельности. Однако при формальном запрете деятельность организации реально продолжалась, причём в сотрудничестве с властями. Особую роль играла в этом играла Brigade PII по линии государственных силовых структур.
С 1998 года, после отставки Сухарто, деятельность PII возобновилась официально.

## Оргструктура
Организационная структура PII включает несколько уровней членства:
- ученики младших классов, подчинённые старшим
- ученики старших классов, подчинённые старшим и руководящие младшеклассниками
- студенты, осуществляющие руководство
- иностранные студенты, принятые в организацию в порядке исключения
- почётные члены — люди старшего возраста, завершившие образование, но сохраняющие членство в PII как авторитеты с совещательным голосом

Право голоса при принятии решений имеют только представители третьей категории.
Низовые ячейки PII управляются советами, избираемыми на уровне учебного заведения. Районные советы избираются местными конференциями, провинциальные советы — конференциями провинций. Высший орган — Генеральный исполнительный совет — избирается на съезде. С 2017 года председателем PII является студент Исламского университета Риау Хусин Тасрик Макруп Насутион.
Продолжает функционировать Brigade PII с её системой физических тренировок и политпросвета. В структуре PII существует специальная автономная организация для девушек — школьниц и студенток. Работает внутренняя система исламского обучения, ведётся подготовка преподавателей, инструкторов, общественных и политических активистов.

## Современное состояние
Своей основной задачей PII провозглашает повышения качества государственного образования в Индонезии и укрепление исламских тенденций в образовательной системе. Руководители PII подчёркивают роль организации в проведении государственной молодёжной политики — прежде всего в формировании образовательных программ и борьбе с подростковой преступностью. Хусин Тасрик Макруп Насутион призывает воспитывать в молодёжной среде «не только интеллект и независимость, но и культуру, цивилизованность, взаимоуважение», дабы остановить рост эгоизма и агрессивности.
PII активно сотрудничает с правомусульманскими политическими силами. Хусин Тасрик Макруп Насутион отмечает традиционные связи организации с Нахдатул Улама и Мухаммадией, но при этом говорит о самостоятельной общественной позиции.
Членами PII были в своё время многие крупные деятели индонезийской политики и культуры — в частности, вице-президент Юсуф Калла, министр Хатта Раджаса, поэт Тауфик Исмаил, бард и музыкант Эбит Г. Аде. Активистами PII являлись в своё время оба кандидата в вице-президенты на президентских выборах 2014 года.